# Deklination (grammatik)
 For alternative betydninger, se Deklination. (Se også artikler, som begynder med Deklination)
Deklinationen er den grammatiske regel, som følges ved bøjning af nominer (navneord, tillægsord og stedord) i et sprog. Navneord kan f.eks. bøjes i køn, tal og kasus (fald), hvilket medfører, at de ændrer deres form enten ved omlyd (stærk bøjning) eller ved påhæftning af endelser (svag bøjning). Ord i samme ordklasse kan have så ensartede deklinationsregler, at man samler dem i en gruppe. F.eks. er de latinske navneord i 1. deklination kendetegnet ved, at de alle har a-slutvokal i nominativ (navnemåde) singularis (ental).